# Sassolungo
Le Sassolungo (littéralement en italien « pierre longue »), ou Saslonch en ladin, Langkofel en allemand,  est un sommet du groupe montagneux homonyme dans le massif des Dolomites, dans les Alpes italiennes, culminant à 3 179 m dans le Trentin-Haut-Adige. Il domine le val di Fassa au sud et le val Gardena au nord.

## Topographie
Le Sassolungo est le sommet principal du groupe du Sassolungo, montagne complexe aux versants élevés et comportant de nombreux sommets secondaires :
- Sasso Levante, dit aussi Punta Grohmann (3 114 m) ;
- Punta delle Cinque Dita (2 998 m) ;
- Sassopiatto (2 964 m) ;
- Dente di Mezdi (3 081 m) ;
- Campanile Comici.

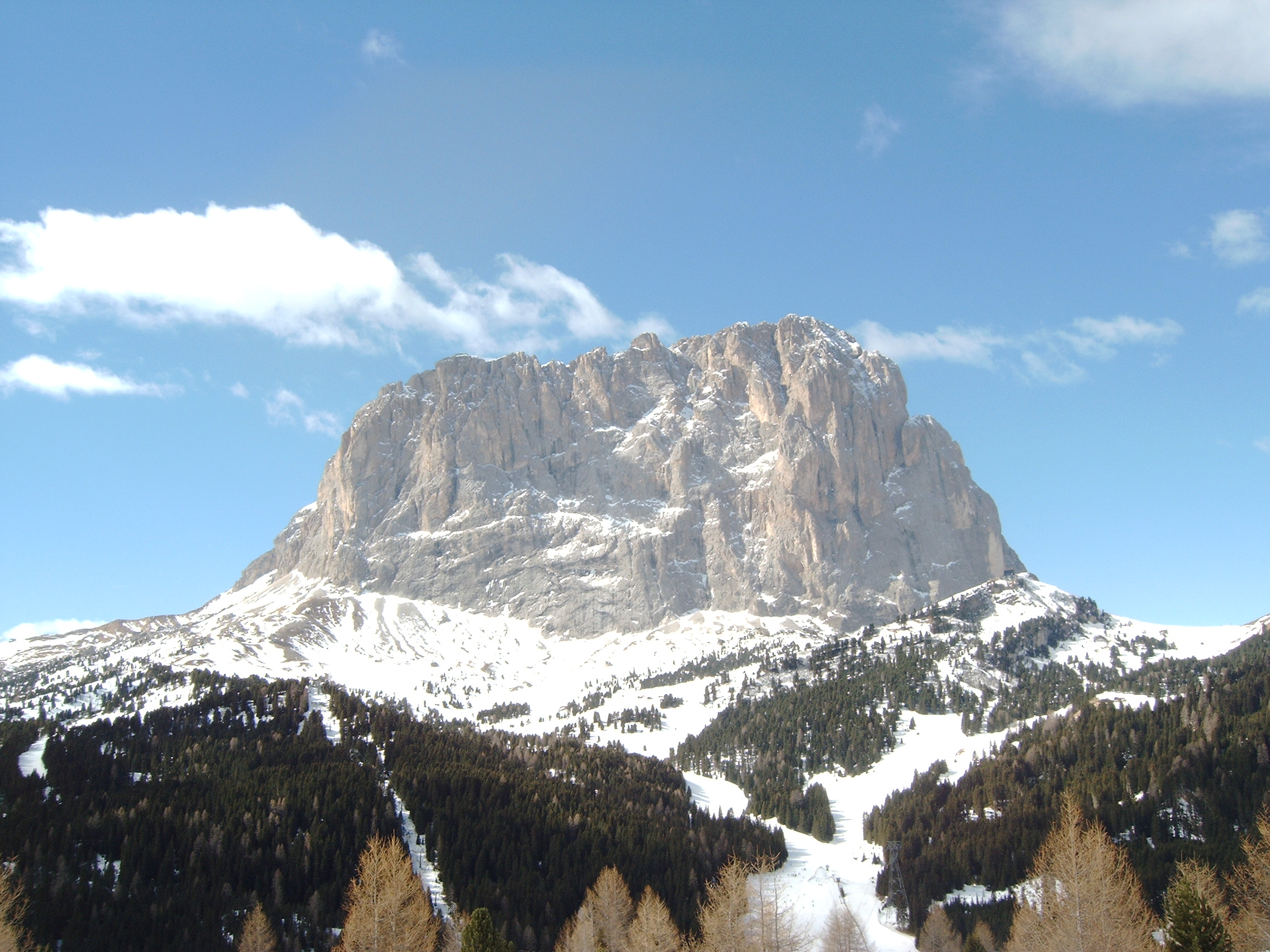
Le Sassolungo depuis le nord-est.
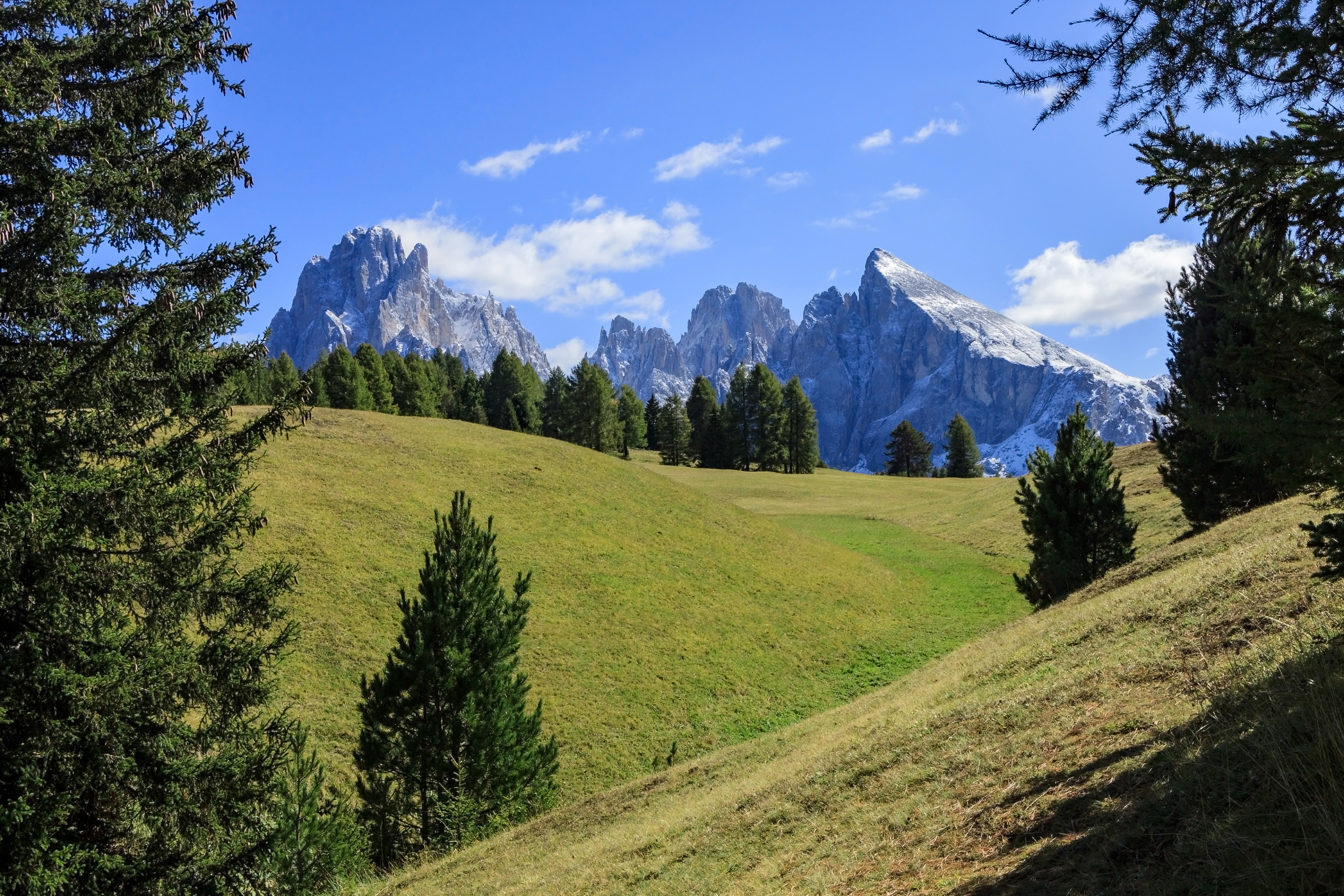
Sassolungo depuis Santa Cristina Valgardena.
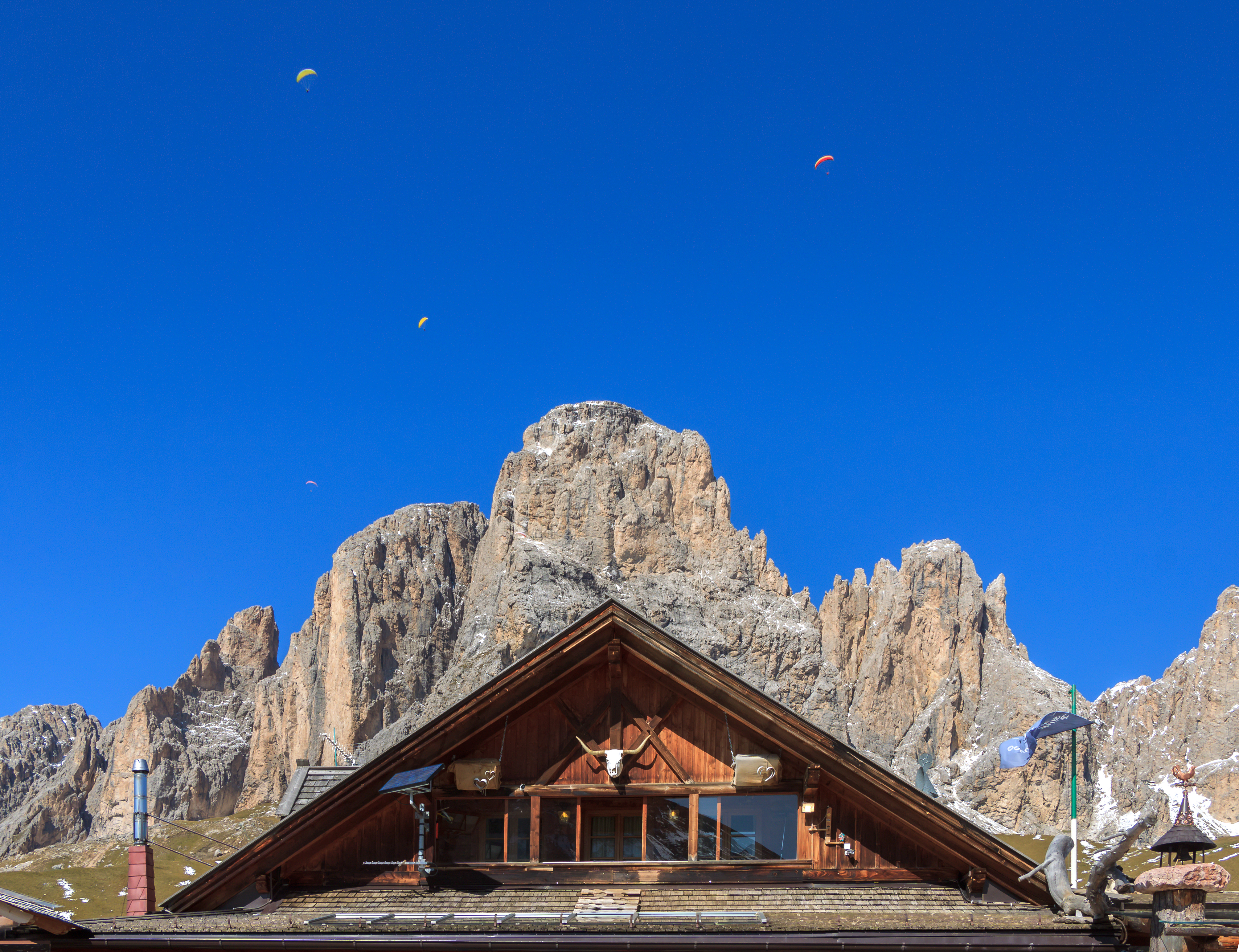
Le Sassolungo derrière le gable du refuge Friedrich August et quelques parapentistes au-dessus.
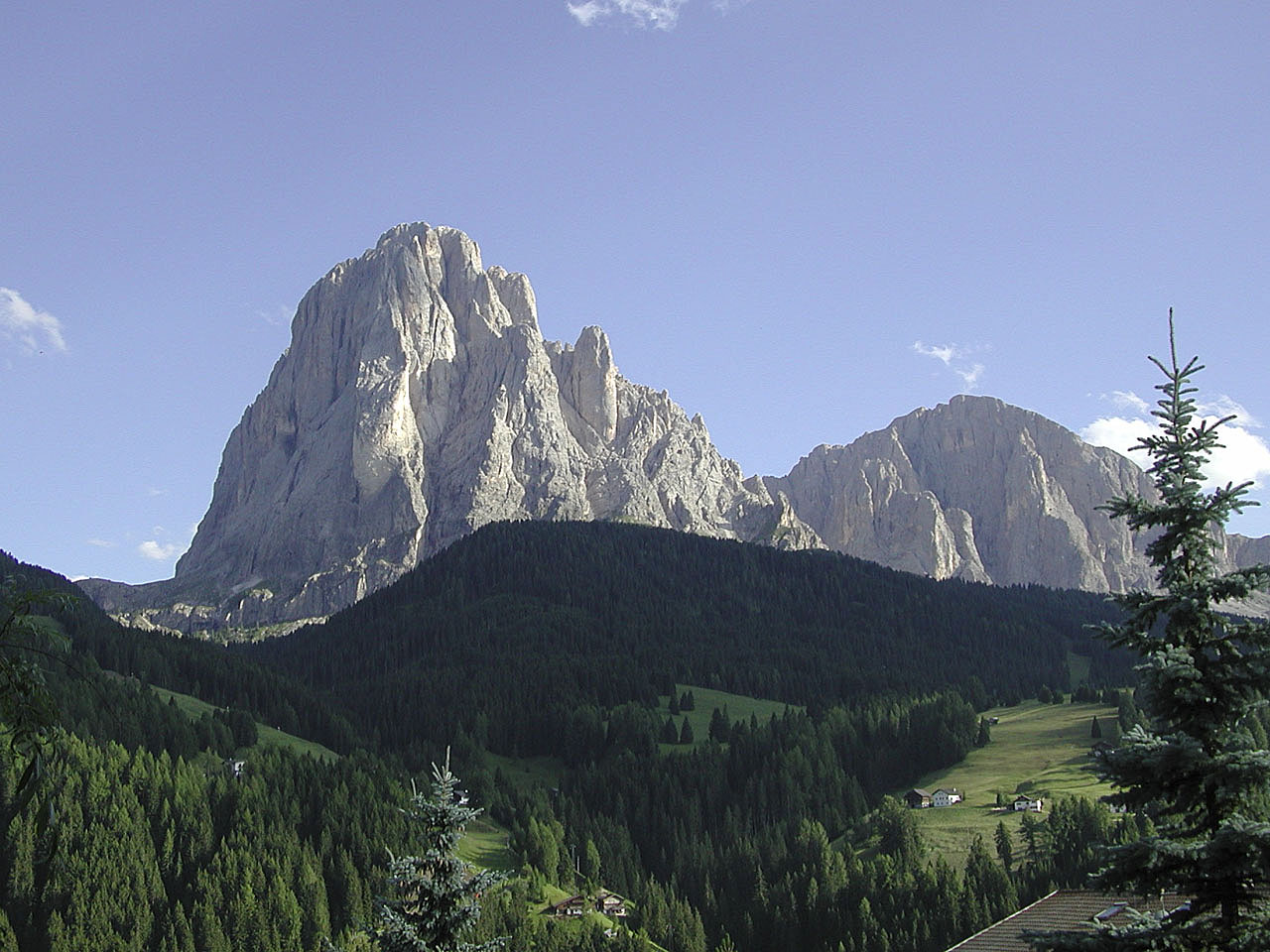
Le groupe du Sassolungo depuis l'Alpe de Siusi.
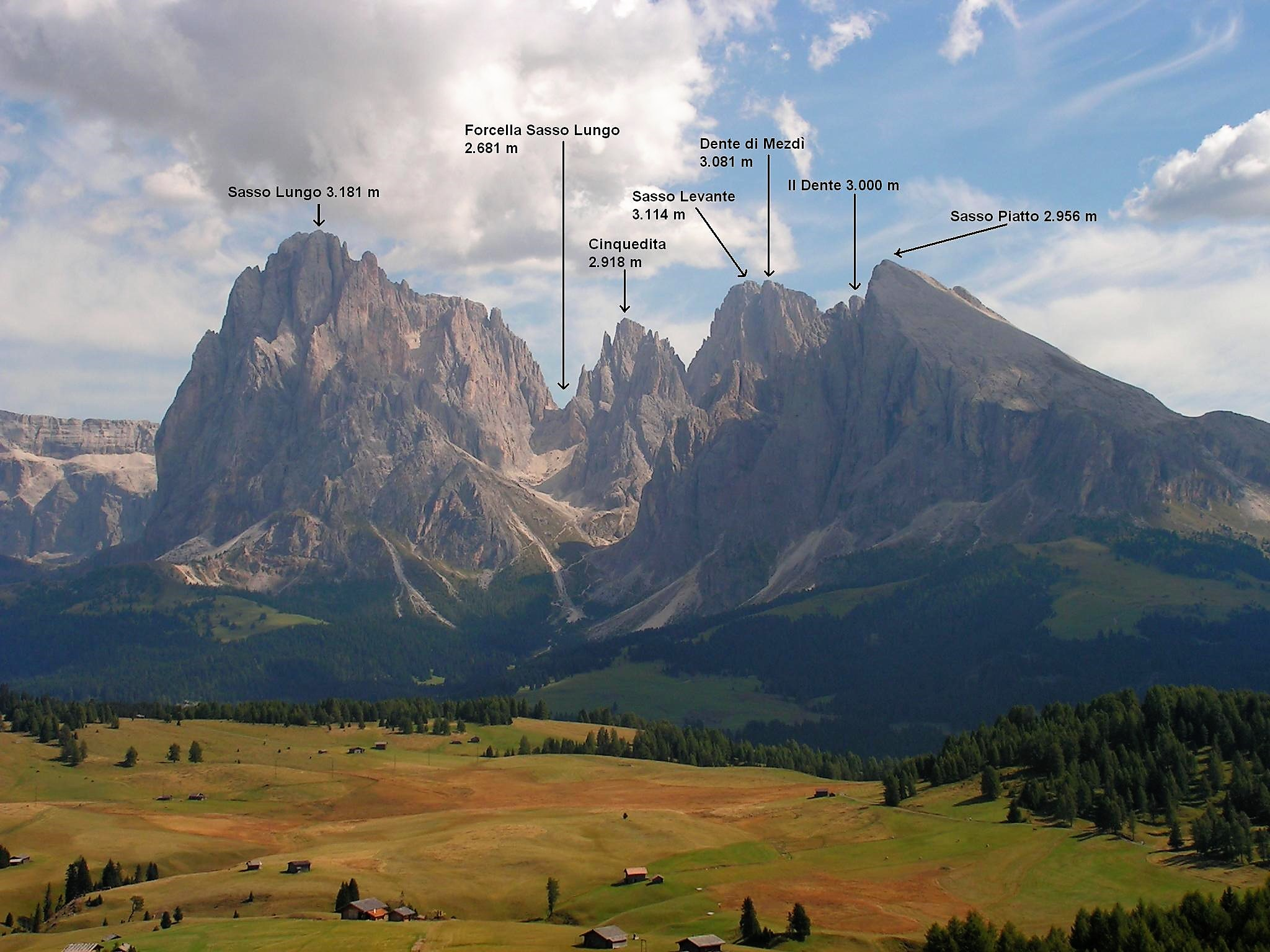
Le groupe du Sassolungo vu de l'Alpe di Siusi avec indication des principaux sommets.
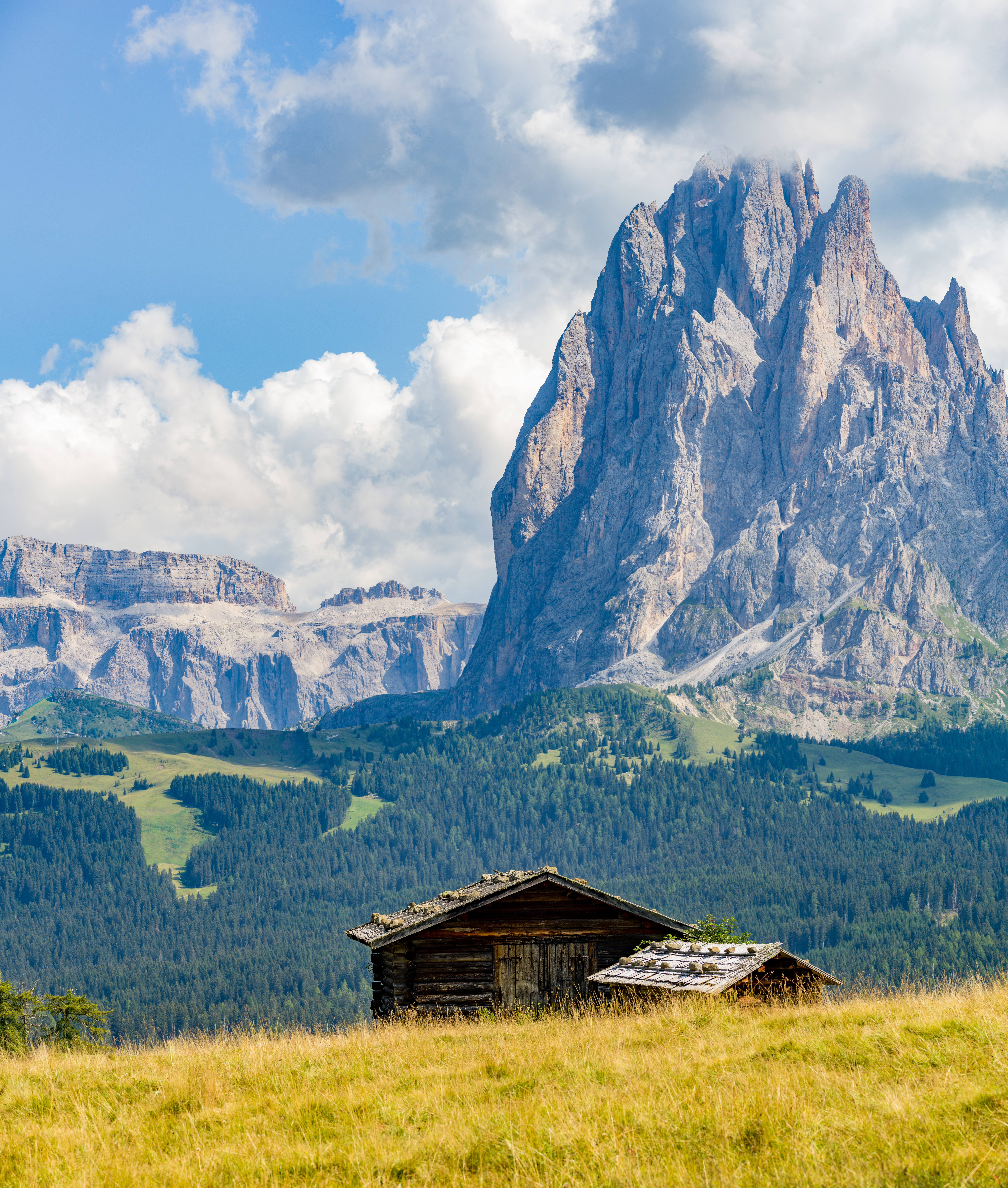
Le Sassolungo.

## Histoire
- 1869 - Première ascension par Paul Grohmann, Franz Innerkofler et Peter Salcher
- 1890 - Première ascension de la Punta delle Cinque Dita par Robert Hans Schmitt et Johann Santner
- 1936 - Face nord par Gino Soldà et Augusto Bertoldi
- 1940 - Pilier nord par E. Esposito et G. Butta
- 1940 - Ascension du Campanile Comici par Emilio Comici et Severino Casara
- 1959 - Face sud de la Torre Innerkofler par Dietrich Hasse et Sepp Schrott

## Légende
La légende locale raconte que le massif est le lieu de sépulture d'un géant puni par ses semblables pour avoir volé des hommes tout en blâmant les animaux de la forêt. Les pinacles, connus sous le nom de « Cinq doigts », seraient la dernière partie visible du corps.